# Alobiellopsis pillansii
Alobiellopsis pillansii là một loài rêu tản trong họ Cephaloziaceae. Loài này được (Sim) R.M. Schust. miêu tả khoa học lần đầu tiên năm 1969.